# Бейли, Фредерик Мэнсон
Фредерик Мэнсон Бейли CMG, (8 марта 1827 — 25 июня 1915) — ботаник, работавший в Австралии и внёсший важный вклад в описание флоры Квинсленда.

## Ранние годы
Родившийся в Лондоне, Фредерик Мэнсон Бейли был вторым сыном садовода Джона Бейли и его супруги, урождённой Мэнсон. В 1838 году семья отбыла в Австралию, прибыв в Аделаиду 22 марта 1839 года на борту корабля Buckinghamshire. Джон Бейли вскоре после прибытия был приглашён на должность колониального ботаника, и ему было поручено создать ботанический сад. В 1841 году он вышел в отставку, занялся фермерством и впоследствии организовал ботанический питомник в Аделаиде. Во всех этих начинаниях отцу помогал Фредерик.

## Деятельность
В 1858 году Бейли отправился в Новую Зеландию. В 1861 году Фредерик начал торговлю семенами в Брисбене. В течение нескольких лет он собирал образцы растений в различных частях Квинсленда, а также написал ряд заметок о жизни растений в газеты. В 1856 году Бейли женился на Анне-Марии, старшей дочери преподобного Т. Уэйта.
В 1874 году Бейли опубликовал Handbook to the Ferns of Queensland. В 1879 году Бейли опубликовал An Illustrated Monograph of the Grasses of Queensland. Его заботам поручили ботанический отдел Музея Квинсленда, а в 1881 году он стал колониальным ботаником Квинсленда — эту должность он будет занимать до самой своей смерти. В 1881 году он издал свой очередной труд — The Fern World of Australia, а в 1883 году появился A Synopsis of the Queensland Flora, работа объёмом около 900 страниц, которая в последующие годы расширилась дополнительными томами. Эту работу сменила капитальная работа The Queensland Flora, опубликованная в шести томах между 1899 и 1902 годами, с индексом, вышедшим отдельным томом тремя годами позднее. В это же время появился труд A Companion for the Queensland Student of Plant Life and Botany Abridged (1897), исправленное переиздание двух ранних брошюр. Другой примечательной работой Бейли стала A Catalogue of the Indigenous and Naturalised Plants of Queensland (1890), которая была расширена в богато иллюстрированный Comprehensive Catalogue of Queensland Plants, Both Indigenous and Naturalised (1912).
Бейли много путешествовал, его важнейшие экспедиции охватывали такие регионы, как залив Рокингема, гряда Сивью и верховья реки Герберт (1873), западный Квинсленд и Рокгемптон (1876), Кэрнс и река Баррон (1877), Белленден Кер (1889), река Джорджина (1895), Торресов пролив (1897) и Британская Новая Гвинея (1898). Королевским обществом Нового Южного Уэльса в 1902 году Бейли был награждён Медалью Кларка. В 1911 году Бейли стал кавалером ордена Святого Михаила и Святого Георгия. Бейли скончался 25 июня 1915 года в Брисбене.

## Наследие
Его сын, Джон Фредерик Бейли, являлся директором Ботанического сада Брисбена, а впоследствии Ботанического сада Аделаиды.
В честь Фредерика Мэнсона Бейли было названо около 50 видов растений, самый известный среди которых, пожалуй — Акация Бейли (Acacia baileyana F.Muell.).